# Senecio chirripoensis
Senecio chirripoensis là một loài thực vật có hoa trong họ Cúc. Loài này được H.Rob. & Brettell miêu tả khoa học đầu tiên năm 1973.